# Argentina Open 2022
Giải quần vợt Argentina Mở rộng 2022 là một giải quần vợt nam thi đấu trên mặt sân đất nện ngoài trời. Đây là lần thứ 25 giải ATP Buenos Aires được tổ chức, và là một phần của ATP Tour 250 trong ATP Tour 2022. Giải đấu diễn ra ở Buenos Aires, Argentina, từ ngày 7 đến ngày 13 tháng 2 năm 2022.
Đây là giải đấu trở lại của nhà vô địch Mỹ Mở rộng và cựu tay vợt số 3 thế giới Juan Martín del Potro sau chấn thương đầu gối. Anh đã không thi đấu một trận đấu ATP kể từ tháng 6 năm 2019.

## Điểm và tiền thưởng

### Phân phối điểm
| Sự kiện | VĐ  | CK  | BK | TK | Vòng 1/16 | Vòng 1/32 | Q  | Q3 | Q2 | Q1 |
| Đơn     | 250 | 150 | 90 | 45 | 20        | 0         | 12 | 6  | 3  | 0  |
| Đôi     | 250 | 150 | 90 | 45 | 0         | —         | —  | —  | —  | —  |

### Tiền thưởng
| Sự kiện | VĐ      | CK      | BK      | TK      | Vòng 1/16 | Vòng 1/32 | Q2     | Q1     |
| Đơn     | $91,600 | $53,435 | $31,410 | $18,205 | $10,570   | $6,460    | $3,230 | $1,760 |
| Đôi*    | $31,830 | $17,030 | $9,970  | $5,580  | $3,290    | —         | —      | —      |

*mỗi đội

## Nội dung đơn

### Hạt giống
| Quốc gia | Tay vợt              | Xếp hạng1 | Hạt giống |
| -------- | -------------------- | --------- | --------- |
| NOR      | Casper Ruud          | 8         | 1         |
| ARG      | Diego Schwartzman    | 14        | 2         |
| ITA      | Lorenzo Sonego       | 23        | 3         |
| ITA      | Fabio Fognini        | 31        | 4         |
| SRB      | Dušan Lajović        | 38        | 5         |
| ARG      | Federico Delbonis    | 41        | 6         |
| ESP      | Albert Ramos Viñolas | 44        | 7         |
| SRB      | Laslo Đere           | 49        | 8         |

- 1 Bảng xếp hạng vào ngày 31 tháng 1 năm 2022[3]

### Vận động viên khác
Đặc cách:
- Sebastián Báez
- Juan Martín del Potro
- Holger Rune

Miễn đặc biệt:
- Juan Ignacio Londero
- Alejandro Tabilo

Bảo toàn thứ hạng:
- Pablo Andújar
- Pablo Cuevas
- Fernando Verdasco

Vượt qua vòng loại:
- Francisco Cerúndolo
- Hugo Dellien
- Tomás Martín Etcheverry
- Nicolás Jarry

### Rút lui
Trước giải đấu
- Dominic Thiem → thay thế bởi  Thiago Monteiro

## Nội dung đôi

### Hạt giống
| Quốc gia | Tay vợt        | Quốc gia | Tay vợt          | Xếp hạng1 | Hạt giống |
| -------- | -------------- | -------- | ---------------- | --------- | --------- |
| ITA      | Simone Bolelli | ARG      | Máximo González  | 45        | 1         |
| ITA      | Fabio Fognini  | ARG      | Horacio Zeballos | 77        | 2         |
| URU      | Ariel Behar    | ECU      | Gonzalo Escobar  | 77        | 3         |
| BIH      | Tomislav Brkić | SRB      | Nikola Ćaćić     | 79        | 4         |

- 1 Bảng xếp hạng vào ngày 31 tháng 1 năm 2022.

### Vận động viên khác
Đặc cách:
- Francisco Cerúndolo /  Tomás Martín Etcheverry
- Holger Rune /  Thiago Agustín Tirante

Thay thế:
- Marco Cecchinato /  Carlos Taberner
- Hernán Casanova /  Sergio Galdós

### Rút lui
Trước giải đấu
- Simone Bolelli /  Máximo González → thay thế bởi  Hernán Casanova /  Sergio Galdós
- Marcelo Demoliner /  Miomir Kecmanović → thay thế bởi  Miomir Kecmanović /  Fernando Romboli
- Holger Rune /  Thiago Agustín Tirante → thay thế bởi  Marco Cecchinato /  Carlos Taberner
- Facundo Bagnis /  Albert Ramos Viñolas → thay thế bởi  Andrea Collarini /  Mario Vilella Martínez

## Nhà vô địch

### Đơn
- Casper Ruud đánh bại  Diego Schwartzman, 5–7, 6–2, 6–3

### Đôi
- Santiago González /  Andrés Molteni đánh bại  Fabio Fognini /  Horacio Zeballos, 6–1, 6–1